# 加藤和雄
加藤 和雄（かとう かずお、1941年 - ）は、ジャーナリスト、ニュースキャスター。元共同通信社論説委員。

## 来歴
奈良県奈良市生まれ。1963年、早稲田大学仏文科卒業後、共同通信社に入社。地元関西の大阪支社と京都支局の記者として活動後、本社政治部に転じる。
共同通信社に在籍していた1983年から1985年にかけて、キャスターとしてTBSテレビ（当時東京放送のテレビ部門）の『JNNニュースデスク』に出演。1年目は川戸恵子と共にニュースを読んでいた。ニュースデスクの歴代キャスターは、TBS（当時の東京放送）か、初期に限りJNN系列地方局の報道デスクやアナウンサーが出演していたため、局外司会者は加藤が唯一の例だった。
その後パリ支局長、編集委員などの要職を務めた後、退社する。退社から2008年に至るまで、東京情報大学の講師として教鞭をふるう。
護憲派の論客であり、現在は在住する川崎市を中心に、憲法9条をテーマにした講演活動を行っている。

## 出演番組
- JNNニュースデスク（月～木：1983.4～1984.3（川戸恵子と共同）、1984.4～1985.9）